# Babylon VII
De zevende dynastie van Babylon beslaat slechts één heerser, nl. Mar-biti-apla-usur. Hij regeerde van 978 to 943 v.Chr.
De dynastie wordt wel de Elamitische genoemd, omdat Mar-biti-apla-usurs voorouders daarvandaan kwamen. Zelf was hij een Babyloniër.
Babylon I · Babylon II · Babylon III · Babylon IV · Babylon V · Babylon VI · Babylon VII · Babylon VIII · Babylon IX · Babylon X · Babylon XI
Zie ook: Babylon · Geschiedenis van Babylon